# Braakloop
De Braakloop is een halfnatuurlijke waterloop met een lengte van enkele kilometers. Deze ontspringt op de Kerkeindse Heide ten westen van Moergestel en stroomt van daar uit naar het noordoosten, langs de natuurgebieden Galgeven en Ter Braakloop, om ter hoogte van de Oude Hondsberg in de Achterste Stroom uit te monden.
In het begin van de 20e eeuw, toen de Kerkeindse Heide ontgonnen werd, is het riviertje ter ontwatering doorgetrokken en vergraven.